# Etanercept

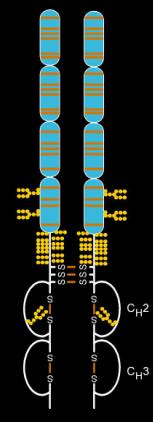
Estructura de l'etanercept

L'etanercept és un medicament biològic utilitzat per a tractar diverses malalties autoimmunitàries, notablement l'artritis reumatoide i l'artritis psoriàsica. El seu mecanisme d'acció es basa en la inhibició del TNF-α. Fou inventat per l'immunòleg estatunidenc Bruce Beutler i desenvolupat clínicament per l'empresa Immunex, adquirida per Amgen el 2002. Es tracta d'una molècula de grans dimensions, amb un pes molecular de 150 kDa.
Comercialitzat a Espanya com Enbrel, Benepali, Erelzi.